# Schlotheimia calomitria
Schlotheimia calomitria là một loài rêu trong họ Orthotrichaceae. Loài này được Broth. mô tả khoa học đầu tiên năm 1920.